# Ophiderma compacta
Ophiderma compacta är en insektsart som beskrevs av Gibson och Wells. Ophiderma compacta ingår i släktet Ophiderma och familjen hornstritar. Inga underarter finns listade i Catalogue of Life.